# Кот в сапогах (мультфильм, 1938)
«Кот в сапогах» — мультипликационный фильм, снятый Валентиной и Зинаидой Брумберг в 1938 году на студии Союзмультфильм. Музыкальная экранизация сказки Шарля Перро. Музыка Никиты Богословского.

## Сюжет
Если хитростью врага возьмёшь, никогда не пропадёшь.
Мельник, умирая оставил сыновьям наследство: старшему — мельницу, среднему — осла, а младшему — кота. Хитрый кот надел сапоги и шляпу хозяина, уверенно направился в королевский замок и с помощью подарков пробудил интерес к своему хозяину, названному им Маркизом-де-Карабасом.
Заинтригованная монаршая семья отправилась в гости к такому любезному дворянину. В дороге, подговорённые котом, косари и жнецы говорили, что поля, на которых они работают, принадлежат Маркизу-де-Карабасу. Сам сын мельника залез в озеро и по наущению кота притворился тонущим. Его выловили, переодели в богатое платье и продолжили путь.
На очереди оставался только замок — им оказалось жилище Людоеда. Кот попросил у чудовища, известного своим знанием волшебства, превратиться в льва, а затем в мышку, после чего придушил его с лёгкостью. Перед приехавшим королём предстал замечательный замок Маркиза-де-Карабаса — готового жениха его дочери.

## Над фильмом работали
- Сценаристы: А. Карпов, Валентина Брумберг, Зинаида Брумберг
- Режиссёры:
  - Валентина Брумберг
  - Зинаида Брумберг
- Художники:
  - Константин Малышев
  - Надежда Привалова
  - Лидия Резцова
  - Фаина Епифанова
- Оператор: К. Крылова
- Композитор: Никита Богословский
- Звукооператор: С. Ренский

## Реставрация
В 2015 году в рамках XIX фестиваля архивного кино «Белые столбы» состоялась премьера восстановленной цветной версии фильма 1938 года. Мультфильм был восстановлен Николаем Майоровым по цветоделённым негативам, отсканированным Владимиром Котовским.

## Ремейк
Спустя 30 лет, в 1968 году сёстры Брумберг поставили ремейк этого мультфильма для нового поколения — полноцветный «Кот в сапогах».